# Lithobius tricalcaratus
Lithobius tricalcaratus är en mångfotingart som först beskrevs av Carl Graf Attems 1909.  Lithobius tricalcaratus ingår i släktet Lithobius och familjen stenkrypare.

## Underarter
Arten delas in i följande underarter:
- L. t. tricalcaratus
- L. t. pachyskeles